# Aegus acuminatus
Aegus acuminatus es una especie de coleóptero de la familia Lucanidae. La especie fue descrita científicamente por Johan Christian Fabricius en 1801.

## Subespecies
- Aegus acuminatus acuminatus (Fabricius, 1801)

= Lucanus acuminatus Fabricius, 1801
= Aegus acuminatus bawangensis Nagai, 1994
= Lucanus acuminatus cornutus Thunberg, 1806
= Aegus acuminatus fronticornis Hope y Westwood, 1845
= Aegus acuminatus fulviger Burmeister, 1847
= Aegus acuminatus machimus Didier y Séguy, 1953
= Aegus acuminatus natunensis Nagai in Mizunuma y Nagai, 1994
= Aegus acuminatus niasicus Nagai in Mizunuma y Nagai, 1994
= Aegus acuminatus ogivus Deyrolle, 1865
= Aegus acuminatus simeuluensis Nagai in Mizunuma y Nagai, 1994
= Aegus acuminatus splendidus Nagel, 1928
= Aegus acuminatus suzumurai Nagai, 1994
- Aegus acuminatus banggaiensis Nagai in Mizunuma y Nagai, 1994
- Aegus acuminatus buruensis Bomans, 1993
- Aegus acuminatus ceramensis Didier, 1925
- Aegus acuminatus cicatricosus Wiedemann, 1823

= Aegus acuminatus falciger Westwood, 1834
= Aegus acuminatus javanensis Bomans, 1974
= Dorcus acuminatus luteus Westwood, 1855
= Dorcus acuminatus porcellus Dejean, 1837
= Lucanus acuminatus striatellus Perty, 1831
= Aegus acuminatus striatus Hope y Westwood, 1845
- Aegus acuminatus girardi Bomans, 1991
- Aegus acuminatus mandibularis Mollenkamp, 1906

= Aegus acuminatus falcatus Didier, 1928
- Aegus acuminatus newtoni Bomans, 1991

= Aegus acuminatus canlaonensis Nagai in Mizunuma y Nagai, 1994
- Aegus acuminatus philippinensis Deyrolle, 1865

= Aegus acuminatus ferentarius Didier y Seguy, 1953
= Aegus acuminatus mindanaoensis Nagai in Mizunuma y Nagai, 1994
= Aegus acuminatus nitidicollis Albers, 1883
- Aegus acuminatus planimandibularis Bomans, 1993

## Distribución geográfica
Podemos encontrar a esta especie distribuida por el Sudeste asiático. En Filipinas habita Aegus acuminatus girardi en el golfo de Leyte; Aegus acuminatus newtoni, en la isla Negros y Aegus acuminatus philippinensis en Mindanao y Luzón, además de Taiwán. En Sumatra, Aegus acuminatus mandibularis y Aegus acuminatus acuminatus, que además se encuentra en Borneo, la península de Malaca, las islas Natuna, Nías y Simeulue en Indonesia. En Indonesia habita Aegus acuminatus banggaiensis, en Peleng y las islas Sula; Aegus acuminatus buruensis, en Buru; Aegus acuminatus ceramensis, en Ceram y Aegus acuminatus cicatricosus, en Java.